# Wii U GamePad
El Wii U GamePad es el controlador principal de la consola de videojuegos Wii U de Nintendo. Se distingue por su pantalla táctil, donde además de mostrar información adicional durante una partida en un videojuego, puede ser usada como pantalla principal, permitiendo jugar completamente en este dispositivo sin necesidad de utilizar el televisor o pantalla conectados a la consola. De acuerdo a la revista TIMES es nombrado dispositivo tecnológico del año para el 2012, por detrás del iPhone 5.
También es capaz de ser utilizado como control remoto independiente para operar la pantalla de televisión u otro aparato vía infrarrojos, sin la necesidad de encender la consola o la televisión.

## Historia

### Desarrollo
La idea de desarrollar un nuevo tipo de mando surgió cuando Shigeru Miyamoto sintió que un monitor o pantalla aparte, podría ofrecer de una manera más fácil el estado de la consola sin necesidad de usar un televisor o pantalla.
Miyamoto señaló que la idea de un control con pantalla integrada surge de los populares clubes karaoke de Japón, en los cuales tienen un control remoto y mientras en la pantalla principal se muestra la letra de la canción en reproducción, las personas siguientes pueden seleccionar que canción quieren en la pantalla del mando.
El prototipo original fue mostrado por primera vez en la E3 de 2011 durante la conferencia de Nintendo, mientras se presentaba al mundo la consola Wii U. El mando contaba entonces con dos botones deslizantes (similares al del Nintendo 3DS).
En mayo de 2012, fue filtrada una fotografía en Twitter por parte de un empleado de TT Games, revelando un cambio en el diseño del mando contando con una forma más ergonómica; en lugar de los botones deslizantes, ahora se encontraban dos joysticks análogos, así como también la reorganización de los botones digitales.

### Anuncio
El 3 de junio, en una presentación pre-E3, Nintendo reveló oficialmente la versión final del GamePad confirmando así los cambios respecto al prototipo y el nombre que se le daría a este dispositivo: Wii U GamePad.
Satoru Iwata señaló que «el diseño del mando se hizo con la intención de proveer una experiencia más profunda para todos los jugadores, y permitirles ver y disfrutar los videojuegos de una manera diferente».

## Características
- Pantalla táctil resistiva de 6.2 pulgadas (15.7 cm):
  - Resolución FWVGA (854 x 480)
  - Formato 16:9
- Sensores:
  - Acelerómetro
  - Giroscopio
  - Geomagnético
  - Infrarrojo
- Cámara frontal de 1.3 megapixeles
- Altavoces envolvente y micrófono
- Stylus
- Botones:
  - Delanteros: Pad direccional, 🏠︎ (HOME), TV (Control), ⏻ (Power), + (Start), − (Select) y A, B, X, Y
  - Arriba: Volumen, L/R
  - Traseros: ZL/ZR y Sync
- 2 joysticks analógicos
- Batería de ion de litio recargable
- Entrada puerto propietario para corriente AC
- Entrada tipo jack (3.5mm) para auriculares
- Vibración
- Bluetooth
- NFC